# Heinz-Gerd Hegering

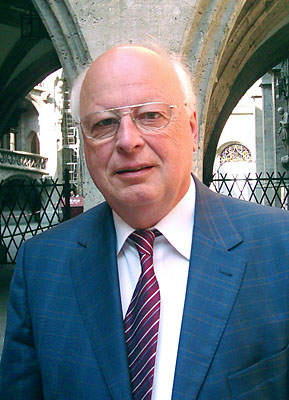
Heinz-Gerd Hegering

Heinz-Gerd Hegering (* 29. Mai 1943 in Recklinghausen) ist ein deutscher Informatiker und emeritierter Professor der Ludwig-Maximilians-Universität München, wo er den Lehrstuhl für Kommunikationssysteme und Systemprogrammierung innehatte.

## Leben
Hegering studierte in Münster und München Mathematik und wurde jeweils aktives Mitglied der katholischen Studentenverbindungen Osning Münster und K.St.V. Albertia München im KV. 1971 promovierte er „Über das Rivlin-Problem der simultanen inversen Tschebyschow-Approximation“ bei Günther Hämmerlin. Im selben Jahr wurde er leitender wissenschaftlicher Mitarbeiter am Leibniz-Rechenzentrum (LRZ) in München.
1984 erhielt Hegering einen Ruf als Extraordinarius für Systemnahe Programmierung und Rechnernetze an die Technische Universität München (TUM). Im Jahr 1989 wurde er als C4-Professor (Ordinarius) an die Ludwig-Maximilians-Universität München (LMU) berufen. Mit diesem Ruf war die Leitung des Leibniz-Rechenzentrum der Bayerischen Akademie der Wissenschaften als Vorsitzender des Direktoriums verbunden. Aufgrund eines Ministerratsbeschlusses war es Hegering möglich, Mitglied im Lehrkörper beider Münchner Universitäten zu sein. Hegering beendete im Jahr 2008 seine Lehrtätigkeit.
Er hat das Institut für Informatik und den entsprechenden Studiengang Diplom-Informatik an der LMU aufgebaut. Von 1989 bis 2003 war er Geschäftsführender Direktor des Instituts für Informatik. In dieser Zeit wurde das Institut von einem auf sieben Lehrstühle mit insgesamt zwölf Professoren ausgebaut.
Ab 1968 war Hegering für das Leibniz-Rechenzentrum (LRZ) tätig. Von 1989 bis 2019 war Hegering Mitglied im Direktorium des LRZ, das er von 1989 bis 2008 als Vorsitzender des Direktoriums leitete. Unter seiner Leitung wurde das LRZ zu einem nationalen Höchstleistungsrechenzentrum ausgebaut. Hegering hat sich früh mit Netzkonzepten und Netztechnologien beschäftigt und das LRZ zu einem Kompetenzzentrum für Netze entwickelt. In seine Amtszeit fiel auch der Neubau des LRZ und der Umzug des gesamten Rechenzentrums „im laufenden Betrieb“ von München nach Garching.
Hegering engagierte sich beim Aufbau des nationalen Forschungsnetzes. Kurz nach der Gründung des Deutschen Forschungsnetzes (DFN) wurde Hegering 1985 Mitglied des Technischen Ausschusses. Von 1987 bis 2005 war er Mitglied des Betriebsausschusses und von 1990 bis 1993 Mitglied des Verwaltungsrates. Von 1996 bis 2006 war er Mitglied im Vorstand des DFN und hat so die technische Entwicklung des Deutschen Forschungsnetzes und dessen Management entscheidend mitgeprägt.
Von 1989 bis 2010 gehörte Hegering dem DV-Beirat der Max-Planck-Gesellschaft an.
Von 1994 bis 2000 gehörte er der Kommission für Rechenanlagen der Deutschen Forschungsgemeinschaft (DFG) an.
Hegering hat 1998 mit dem Center for Digital Technology and Management (CDTM) ein gemeinsames Forschungs- und Lehrinstitut der beiden Münchner Universitäten mit aufgebaut. Seitdem war er bis 2010 Mitglied im Board of Directors und war periodisch auch dessen Acting Scientific Director.
Von 2001 bis 2008 war er Mitglied des Nationalen Koordinierungsausschusses für Höchstleistungsrechnen des Wissenschaftsrates.
Von 2002 bis 2008 wirkte er im Lenkungsausschuss der Deutschen e-Science-Initiative D-Grid entscheidend am Aufbau einer nachhaltigen nationalen Grid-Infrastruktur mit.
Im Jahr 2006 wirkte Hegering entscheidend an der Gründung des Gauss Centre for Supercomputing (GCS) mit. Von 2007 bis 2017 war er im Vorstand des GCS, von 2008 bis 2013 war er dessen Vorsitzender.

### Wissenschaftliche Arbeit
Während seiner frühen Tätigkeit am LRZ (1968–1984) beschäftigte sich Hegering mit Systemsprachen, Übersetzer-Generatoren sowie Rechnerversorgungsstrukturen und Konzepten für die Betriebsorganisation. Im Jahr 1979 führte er in München eines der ersten größeren Datenverarbeitungsnetze ein und 1982 baute er das erste Ethernet in Deutschland und entsprechende LANs auf. Seitdem beschäftigte er sich mit Kommunikationssystemen, Netzdiensten und Netzmanagement. Seit dieser Zeit waren Fragestellungen des IT-Managements bestimmend für seine weitere wissenschaftliche Ausrichtung.
Von 1984 bis 1999 befasste er sich mit Fragestellungen des technischen Managements heterogener Datennetze, mit Fragestellungen der Auswirkungen neuer DV-Versorgungsstrukturen sowie den Aufbau-, Ablauf-, Betriebs- und Dienstleistungsstrukturen von Hochschulrechenzentren. In diesem Zeitraum wurden auch erste Untersuchungen zu Sicherheitskonzepten für verteiltes Management begonnen.
Seit 1999 kamen zu den bisherigen Forschungsfragestellungen neue Schwerpunktbildungen hinzu. Hegering befasste sich mit dem Management von IT-Diensten, mit Sicherheitskonzepten für Föderationen, mit innovativen IT-Diensten sowie Fragen des Grid-Computing und dessen Management.
Hegering war viele Jahre Mitglied im Editorial Board des Journal of Network and Systems Management sowie des IEEE Transactions on Systems Management ferner des Fachbeirates PIK (Praxis der Informationsverarbeitung und Kommunikation).

### MNM-Team
Im Jahr 1990 gründete Hegering das Munich Network Management Team (MNM-Team), das aus Wissenschaftlern der TUM, der LMU und des LRZ besteht und 2006 um Mitglieder der Universität der Bundeswehr München erweitert wurde. Das Team setzt sich überwiegend aus Doktoranden und Postdocs zusammen und bündelt alle Forschungsvorhaben. Aus dem Team heraus entstanden bis März 2012 49 Dissertationen und 8 Mitglieder haben sich habilitiert oder erhielten einen Ruf auf eine Professur.

### Feuerwehr
Hegering war von 1974 bis zu seinem altersbedingten Ausscheiden im Jahr 2003 als Mitglied bei der Freiwilligen Feuerwehr Garching bei München ehrenamtlich tätig. Bereits 1978 wurde er zum Führungsdienstgrad, 1986 zum Stellvertretenden Kommandanten und 1989 zum Kommandanten ernannt. 1991 wurde er Kreisbrandmeister im Landkreis München. In dieser Funktion war er auch Fachberater für den Bereich Strahlenschutz, Gefahrstoffe, Biologische Arbeitsstoffe und Umweltschutz. Er war als Ausbildungsleiter für die Gebiete Strahlenschutz und Gefahrstoffe für die Ausbildung der Feuerwehren im Kreis München verantwortlich.

## Auszeichnungen
- 1983: Bayerische Rettungsmedaille
- 1990: Deutsches Feuerwehr-Ehrenkreuz in Silber
- 1997: Steckkreuz des Bayerischen Feuerwehr-Ehrenzeichens
- 2001 Dan Stokesberry Memorial Award, verliehen von IEEE und IFIP "for his outstanding contributions to the field of Integrated Network Management"
- 2003: Deutsches Feuerwehr-Ehrenkreuz in Gold
- 2004: Bundesverdienstkreuz am Bande
- 2005: Verdienstmedaille der Bayerischen Akademie der Wissenschaften (BAdW)
- 2008: Verdienstmedaille in Silber der Universitätsstadt Garching[2]
- 2009: Bene Merenti in Gold der Bayerischen Akademie der Wissenschaften (BAdW)[3]
- 2009: Bayerischer Verdienstorden[4]
- 2009: Fellow der Gesellschaft für Informatik[5]

## Ausgewählte Schriften
- C. Bischof, H.-G. Hegering, W. Nagel, G. Wittum (Hrsg.): Competence in High Performance Computing 2010. Springer Verlag, Berlin/Heidelberg 2012.
- M. Brenner, H.-G. Hegering, H. Reiser, T. Schaaf: Introducing process-oriented IT Service Management at an Academic Computing Center. In: IFIP/IEEE International Symposium on Integrated Network Management (IM2009), New York, USA, Juni 2009.
- L. Boursas, H.-G. Hegering, W. Hommel: Standards and New Technologies for Systems and Virtualization Management. In: Journal of Network and Systems Management (JNSM). Band 17, Nr. 1, 2009.
- M. Brenner, G. Dreo Rodosek, A. Hanemann, H.-G. Hegering, R. König: Service Provisioning: Challenges, Process Alignment and Tool Support. In: Handbook of Network and System Administration. Elsevier, 2007.
- E.-M. Kern, H.-G. Hegering, B. Brügge: Managing Development and Application of Digital Technologies. Springer, Berlin 2006, ISBN 3-540-34128-5.
- H.-G. Hegering, A. Küpper, C. Linnhoff-Popien, H. Reiser: Management Challenges of Context-Aware Services in Ubiquitous Environments. In: Self-Managing Distributed Systems; 14th IFIP/IEEE International Workshop on Distributed Systems: Operations and Management, DSOM 2003, Heidelberg, Germany, October 2003, Proceedings, (LNCS 2867). Springer, Heidelberg 2003, S. 246–259.
- H.-G. Hegering, S. Abeck, B. Neumair: Integriertes Management vernetzter Systeme – Konzepte, Architekturen und deren betrieblicher Einsatz. dpunkt-Verlag, 1999, ISBN 3-932588-16-9. (Übersetzt in Englisch 1999, Morgan Kaufmann Publishers und Chinesisch, Tsinghua University Press, 2001, Peking).
- H.-G. Hegering, S. Abeck: Integriertes Netz- und Systemmanagement. Addison-Wesley, 1993 (Übersetz in Englisch 1994, Addison-Wesley).
- H.-G. Hegering, A. Läpple: Ethernet – Basis für Kommunikationsstrukturen. Datacom, Bergheim 1992.